# Cynoscion nebulosus
Cynoscion nebulosus és una espècie de peix de la família dels esciènids i de l'ordre dels perciformes.

## Morfologia
- Els mascles poden assolir 100 cm de longitud total i 7.920 g de pes.[4][5]

## Alimentació
Menja principalment crustacis i peixos.

## Hàbitat
És un peix de clima subtropical i demersal.

## Distribució geogràfica
Es troba a l'Atlàntic occidental: des de Nova York fins al sud de Florida i el Golf de Mèxic sencer.

## Ús comercial
És important com a aliment per als humans (s'utilitza fresc per a coure'l al vapor, rostir i enfornar) i com a trofeu en la pesca esportiva.

## Observacions
És inofensiu per als humans.